# أغاني الأرض البعيدة
أغاني الأرض البعيدة (The Songs of Distant Earth) هي رواية خيال علمي للكاتب البريطاني آرثر سي كلارك صدرت عام 1986، المبنية على أساس قصته القصيرة المنشورة عام 1958 لنفس العنوان .
ذكر الكاتب أن الرواية هي المفضلة لديه من بين جميع روايته الأخرى .
الكاتب كلارك كتب أيضًا فيلم قصير مختصر بنفس العنوان نُشر في مجلة Omni .
تحكي الرواية عن مستعمرة بشرية طوباوية في المستقبل البعيد يزورها المسافرون من الأرض المنكوبة ، حيث الشمس قد خبى ضوءُها . تستكشف أغاني الأرض البعيدة التنبؤ بنهاية العالم ، الإلحاد ، الطوباوية ، فضلاً عن آثار السفر بعيد المدى بين النجوم والحياة خارج الأرض.